# Maliattha dubiefi
Maliattha dubiefi là một loài bướm đêm trong họ Noctuidae.